# 新城铺镇
新城铺镇，是中华人民共和国河北省石家庄市正定县下辖的一个镇。

## 行政区划
新城铺镇下辖以下地区：
新城铺村、北王庄村、小吴村、小邯村、北辛庄村、合家庄村、西咬村、中咬村、东咬村、东白庄村、西白庄村、东平乐村、冯家庄村和台上村。